# Melhores do Ano de 2013
A 18.ª cerimônia de entrega dos Melhores do Ano, prêmio entregue pela emissora de televisão brasileira TV Globo aos melhores artistas da emissora referentes ao ano de 2013, que aconteceu no dia 16 de março de 2014, durante o Domingão do Faustão.

## Resumo
| Programa          | Indicações | Prêmios |
| ----------------- | ---------- | ------- |
| Amor à Vida       | 14         | 6       |
| Além do Horizonte | 2          | 1       |
| Joia Rara         | 2          | 0       |
| Jornal Nacional   | 2          | 1       |
| A Grande Família  | 1          | 0       |
| Divertics         | 1          | 1       |
| Fantástico        | 1          | 0       |
| Flor do Caribe    | 1          | 0       |
| Sangue Bom        | 1          | 0       |
| Saramandaia       | 1          | 0       |
| Tapas & Beijos    | 1          | 0       |

## Vencedores e indicados
- Os vencedores estão em negrito.

| Melhor Ator | Melhor Atriz |
| --- | --- |
| - Mateus Solano - (Félix em Amor à Vida) - Antônio Fagundes - (César em Amor à Vida) - Bruno Gagliasso - (Franz em Joia Rara)           | - Paolla Oliveira - (Paloma em Amor à Vida) - Vanessa Giácomo - (Aline em Amor à Vida) - Susana Vieira - (Pilar em Amor à Vida)          |
| Melhor Ator Coadjuvante | Melhor Atriz Coadjuvante |
| - Thiago Fragoso - (Niko em Amor à Vida) - Caio Castro - (Michel em Amor à Vida) - Juliano Cazarré - (Ninho em Amor à Vida)             | - Elizabeth Savalla - (Márcia em Amor à Vida) - Fabiana Karla - (Perséfone em Amor à Vida) - Giulia Gam - (Bárbara em Sangue Bom)        |
| Melhor Ator Revelação | Melhor Atriz Revelação |
| - Anderson Di Rizzi - (Carlito em Amor à Vida) - Igor Rickli - (Alberto em Flor do Caribe) - Sergio Guizé - (João Gibão em Saramandaia) | - Tatá Werneck - (Valdirene em Amor à Vida) - Juliana Paiva - (Lili em Além do Horizonte) - Maria Casadevall - (Patrícia em Amor à Vida) |
| Melhor Ator ou Atriz Mirim | Comédia |
| - JP Rufino - (Nilson em Além do Horizonte) - Klara Castanho - (Paulinha em Amor à Vida) - Mel Maia - (Pérola em Joia Rara)             | - Leandro Hassum - (Divertics) - Fábio Porchat - (A Grande Família) - Fernanda Torres - (Tapas & Beijos)                                 |
| Melhor Cantor | Melhor Cantora |
| - Luan Santana - Daniel - Thiaguinho | - Ivete Sangalo - Anitta - Paula Fernandes                                                                                               |
| Música do Ano | Melhor Jornalista |
| - "Show das Poderosas" - Anitta - "Piradinha" - Gabriel Valim - "Tudo Que Você Quiser" - Luan Santana                                   | - Willian Bonner - (Jornal Nacional) - Patrícia Poeta - (Jornal Nacional) - Renata Vasconcellos - (Fantástico)                           |

## Prêmios especiais
O Domingão do Faustão realizou sua 13.ª cerimônia anual do Troféu Mário Lago em 29 de dezembro de 2013, onde foi premiada:
| Troféu Mário Lago   |
| ------------------- |
| Fernanda Montenegro |

## Apresentações
| Artista       | Música                   |
| ------------- | ------------------------ |
| Gabriel Valim | "Piradinha"              |
| Luan Santana  | "Tudo o Que Você Quiser" |
| Luan Santana  | "Te Esperando"           |
| Anitta        | "Show das Poderosas"     |
| Ivete Sangalo | "Tempo de Alegria"       |

## Votação
A votação para eleger é feito pelo site do Domingão do Faustão, cada domingo são disponibilizadas 3 categorias para o público votar, sendo encerradas no próximo domingo, e assim, sendo liberadas mais três.
| Data                              | Categorias                                 |
| --------------------------------- | ------------------------------------------ |
| 16 de fevereiro - 23 de fevereiro | Atriz Revelação, Cantor e Ator Coadjuvante |
| 23 de fevereiro - 2 de março      | Ator Revelação, Música e Atriz Coadjuvante |
| 2 de março - 9 de março           | Atriz, Jornalista e Ator/Atriz Mirim       |
| 9 de março - 14 de março          | Ator, Comédia e Cantora                    |

## Ausentes
- Antônio Fagundes
- Fabiana Karla
- Juliano Cazarré
- Igor Rickli

## Curiosidades
- Na edição de 2012, as categorias Melhor Cantora e Melhor Cantor haviam sido retiradas, voltando neste ano.
- Anderson Di Rizzi que ganhou na categoria Ator Revelação por Amor à Vida, já havia feito outros trabalhos de destaque na TV Globo, como Morde & Assopra e Gabriela. Na categoria Atriz Revelação também aconteceu a mesma coisa, com a atriz Juliana Paiva de Além do Horizonte. Paiva já havia feito dois trabalhos importantes, como Ti Ti Ti e Malhação. Ou seja, nenhum dos dois eram "revelações".